# Wilde vaart
In de zeescheepvaart is de wilde vaart, trampvaart of tramping het varen waar er maar lading is. Er zijn geen vaste routes, vastgestelde tarieven en vaste frequenties wat wel bij de lijnvaart het geval is. De schepen maken charterreizen en worden voor een of meerder reizen ingehuurd. De schepen vervoeren vooral, maar niet uitsluitend, bulkgoederen waarbij weinig voorzieningen op het schip noodzakelijk zijn.
Het aanbod van lading en vervoerder komen samen op internationale beurzen zoals de Baltic Exchange in Londen. Medio 19e eeuw kwam deze vorm van transport op. Stoomschepen namen de rol van zeilschepen over en omdat zij onafhankelijk waren van de wind was de aankomsttijd van een reis beter te plannen. Vooral steenkool werd in het begin van de wilde vaart op basis van chartercontracten vervoerd.   
In de wilde vaart op zee worden scheepsofficieren en machinisten afgelost als hun 'dienst' erop zit. Zo'n dienst duurde tot de jaren zeventig soms wel een jaar, maar duren tegenwoordig tot hooguit zes weken à twee maanden. Ligt een schip dan bijvoorbeeld in een haven in een ander land of werelddeel, dan gaat de zeeman wiens 'dienst' erop zit met het vliegtuig naar huis, terwijl zijn of haar opvolger juist met het vliegtuig naar het schip vertrekt.

## Binnenvaart
In de binnenvaart was de wilde vaart het ongeregeld binnenlands beroepsvervoer van droge lading, dus niet voor tankvaart, eigen vervoer, beurtvaart, afhaal- en besteldiensten en bijzonder vervoer zoals dat van zand en grind. Het was geregeld in de tijdelijke Wet op de Evenredige Vrachtverdeling, die in 1998 is afgeschaft, waarbij gebruikgemaakt moest worden van een schippersbeurs.

## Scouting
Bij scouting is de term "wilde vaart" gebruikt als aanduiding voor de speltak voor de leeftijden van circa 15 tot en met 18 jaar bij de waterscouts. Tegenwoordig heet deze leeftijdscategorie officieel explorers, veel groepen gebruiken echter nog de oude benaming.